# Proofpoint
Proofpoint est une entreprise américaine spécialisée dans la sécurité informatique qui fournit des logiciels en tant que service (SaaS) et produits pour la sécurité des courriers électroniques entrants, la prévention des pertes de données sortantes, les appareils mobiles, le risque numérique, le chiffrement par courrier électronique, la découverte électronique («ediscovery») et l'archivage par courrier électronique.

## Histoire
La société est fondée en juin 2002 par Eric Hahn, anciennement directeur technique de Netscape Communications.
Proofpoint devient une société cotée en bourse en avril 2012. Au moment de son offre publique initiale, les actions de la société ont été échangées à $13 par action. Les investisseurs ont acheté plus de 6,3 millions d'actions à travers la procédure d'introduction en bourse, valorisant la compagnie aux alentours de 80 millions de dollars.
En avril 2021, Proofpoint est acquise par Thoma Bravo, un fonds d'investissement pour 12,3 milliards de dollars.